# Club Sport Chacarita Versalles
El Chacarita Versalles es un club de fútbol del Perú de la ciudad de Iquitos en el departamento de Loreto. Fue fundado en 1946 y juega en la Copa Perú.

## Historia
El club tuvo un corto paso en la Primera División del Perú durante la época de los Campeonatos Regionales tras ser invitado por la ADFP al flamante Torneo Regional de Primera División del Oriente mientras disputaba el Torneo Provincial de Maynas después de haber logrado el campeonato distrital de Iquitos de 1988. Sólo jugó dos temporadas (1989 y 1990) descendiendo a su liga de origen en ese último año.
En 2010 perdió la categoría en la Liga de Iquitos tras finalizar en el penúltimo lugar. Al año siguiente fue campeón de la Segunda Distrital logrando su retorno a la Primera iquiteña.
En 2014 volvió a descender a la Segunda División de Iquitos. Terminó en el último lugar de su grupo en el torneo de Segunda en 2016 y bajó a Tercera División distrital. Tras retornar a la Segunda distrital, en 2022 logró el título de esta categoría y el ascenso a la Primera División de Iquitos. Al año siguiente terminó en último lugar y volvió a descender. En 2024 volvió a campeonar en la Segunda División de Iquitos y retornó a la Primera distrital. Su actual Presidente es el Ingeniero Ruddy Gómez Reátegui.

## Estadio
El club juega sus partidos de local en el estadio Max Augustín de propiedad del Instituto Peruano del Deporte.

## Sede
Chacarita Versalles cuenta con su local propio ubicado en la calle Yavarí N.º 931 en la ciudad de Iquitos.

## Datos del club
- Temporadas en Primera División: 2 (1989 y 1990).

## Entrenadores
- Carlos Tello Del Castillo (2024)

## Palmarés

### Torneos regionales
- Liga Distrital de Iquitos: 1988.
- Segunda División Distrital de Iquitos: 2011, 2022, 2024.